# 陳温
陳 温（ちん おん）は、中国後漢末期の揚州刺史。字は元悌。本貫は豫州汝南郡。

## 生涯
初平元年（190年）、曹操と夏侯惇が揚州で募兵を行った時、丹陽太守の周昕と共に、併せて四千の兵を供給した。
その後の在官中に、陳温は袁術によって殺害された。後任の揚州刺史に袁紹は袁遺、袁術は陳瑀を擁立したが、袁遺は袁術によって滅ぼされ、後任には陳瑀が就いた。